# Harasymów
Harasymów (ukr. Гарасимів) – wieś na Ukrainie w rejonie tłumackim obwodu iwanofrankiwskiego.
Latem 1941, po ataku III Rzeszy na ZSRR, zamordowano tutaj 20-30 Żydów z 7-8 rodzin. Po tym mordzie w Harasymowie nie było już mieszkańców narodowości żydowskiej.